# Cenizate
Cenizate es un municipio español situado al sureste de la península ibérica, en la provincia de Albacete, dentro de la comunidad autónoma de Castilla-La Mancha. Está ubicado en la parte noroccidental de la comarca de La Manchuela. Limita con los municipios albaceteños de Navas de Jorquera, Mahora, Golosalvo, Fuentealbilla y Villamalea, y con el municipio conquense de Ledaña.  En 2020 contaba con 1194 habitantes, según los datos oficiales del INE.

## Símbolos
El escudo heráldico que representa al municipio fue aprobado el 13 de agosto de 1998 con el siguiente blasón:

«Escudo uno partido: a) de verde, una torre de oro; b) de oro, un águila de sable; dos de plata, una ermita de azul acompañada de dos pinos de verde. Va timbrado con la corona real española.»
Diario Oficial de Castilla-La Mancha nº 38 de 21 de agosto de 1998

## Demografía
Cuenta con una población de 1160 habitantes (INE 2024).
| Gráfica de evolución demográfica de Cenizate entre 1842 y 2021                                                        |
| |
| Población de derecho según los censos de población del INE. Población de hecho según los censos de población del INE. |

## Administración

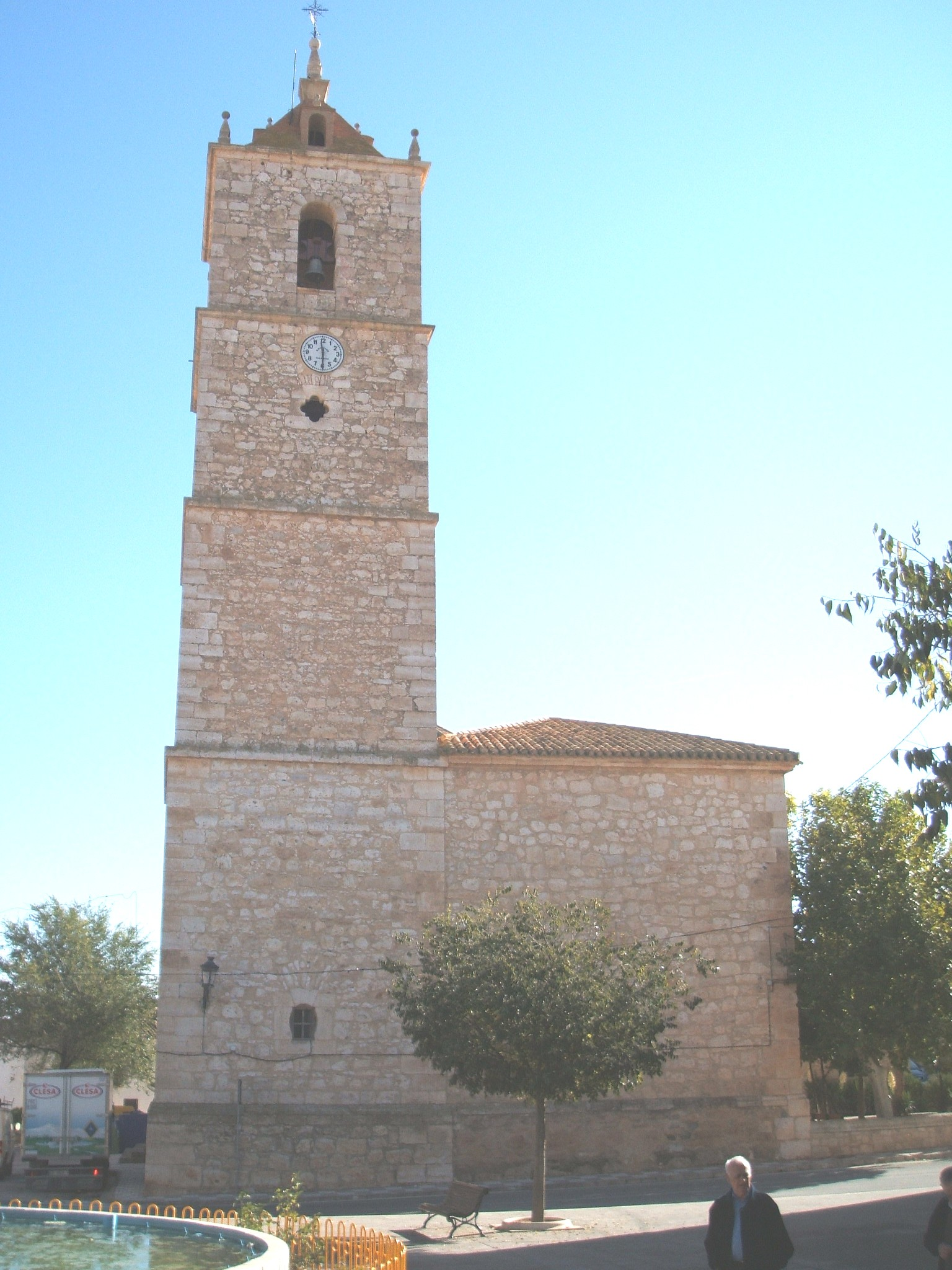
Torre de la Iglesia de Nuestra Señora de las Nieves

Los resultados en Cenizate de las elecciones municipales de mayo de 2023, fueron:
| Partido político  | Votos | % válidos | Concejales |
| ----------------- | ----- | --------- | ---------- |
| PSOE              | 416   | 60,46 %   | 6          |
| Partido Popular   | 181   | 26,30 %   | 2          |
| Unidas Podemos-IU | 85    | 12,35 %   | 1          |